# Campionato di calcio delle Falkland
Il campionato di calcio delle Isole Falkland è organizzato dalla federazione calcistica locale. Il campionato è giocato da quattro squadre. Le quattro squadre si incontrano 4 volte fra novembre e marzo. È uno dei campionati di calcio più piccoli al mondo per squadre partecipanti.

## Società calcistiche
- Defence Force
- Dynamos
- Red Socks
- Rangers